# Acutandra hugoi
Acutandra hugoi – gatunek chrząszcza z rodziny kózkowatych i podrodziny pędeli (Parandrinae).
Gatunek ten został opisany w 2012 roku przez Thierry'ego Bouyera, Alaina Drumonta i Antonia Santosa-Silvę, którzy jako miejsce typowe wskazali Calvario.
Kózka o ciele długości od 15,4 mm do 18,1 mm. Ubarwiona ciemnobrązowo, miejscami czarniawo. Głowa za oczami wydłużóna. Zewnętrza strona żuwaczek u nasady umiarkowanie prosta, nienabrzmiała. Czułki o stosunkowo krótkim członie jedenastym. Pokrywy punktowane grubo i wyraźnie. Tylne golenie bez ząbków między zębem górnym a środkowym.
Chrząszcz afrotropikalny, endemiczny dla Demokratycznej Republiki Konga.